# Michael Anderson
Michael Joseph Anderson senior, més conegut com a Michael Anderson, (Londres, 30 de gener de 1920 - Vancouver, 25 d'abril de 2018) va ser un director de cinema anglès. Era fill de l'actor Lawrence Anderson.

## Biografia
Anderson va néixer en una família de gent del teatre. Els seus pares, Lawrence i Beatrice Anderson, eren actors tots dos. La seva tia es deia Mary Anderson; vivia a Louisville, a Kentucky, i va ser una de les primeres actrius shakesperianes dels Estats Units. Un teatre de Louisville porta el seu nom.
Després d'haver servit en la Segona Guerra Mundial, va començar una carrera en el cinema. Es va convertir en director el 1949, i va començar a atreure l'atenció gràcies a la pel·lícula de guerra The Dam Busters, 1954, una pel·lícula destacable per l'ús d'efectes especials, i que és sovint citat com a font d'inspiració de l'escena final del primer episodi realitzat de  Star Wars . Va dirigir llavors una  adaptació  (1956) de 1984, la novel·la de George Orwell, després  La volta al món en 80 dies  (Around the World in Eighty Days , 1956), i es va instal·lar a Hollywood, on va donar al gènere de ciència-ficció obres com L'home de bronze, 1975) i La fuga de Logan, 1976.
La fuga de Logan va tenir un enorme èxit en nombre d'entrades, acumulant 50 milions de dòlars de recaptació al món, donant una empenta important a les vendes del seu distribuïdor, Metro-Goldwyn-Mayer; la pel·lícula gaudeix avui de l'estatus de pel·lícula de culte. Anderson va realitzar igualment  Orca . Anderson es va dedicar llavors sobretot a telefilms, entre els quals  The Martian Chronicles  i  Sword of Gideon . El 1988, va posar en escena una adaptació d'una obra escrita pel futur papa Joan Pau II, La Bottega dell' orefice , 1989. Septuagenari, Anderson va continuar rodant de manera regular. Entre les seves altres realitzacions, es pot citar: All the Fine Young Cannibals, 1960, Vol des d'Ashiya, 1963, Conspiració a Berlin, 1966, Yangtse Incident: The Story of H.M.S. Amethyst, 1956 i una adaptació de Conduct Unbecoming (1975).
Va ser nominat per a un Oscar i un Globus d'Or per a la realització de la Volta al món en 80 dies .
Anderson parlava anglès, francès, italià, i alemany, i s'havia instal·lat al Canadà. Va estar casat tres vegades: amb Betty Jordan (1939) amb qui va tenir cinc fills, Vera Carlisle (1969), amb la qual va tenir un fill i Adrienne Ellis (1977 fins a la seva mort), que era ja mare de dos fills. Un dels seus fills, Michael Anderson, Jr., és actor i fa una aparició a La fuga de Logan; un altre, David Anderson, és productor de cinema.
La seva jove era l'actriu Laurie Holden (The Majestic, Silent Hill, The Mist, The Walking Dead) que va rodar sota la seva direcció en la minisèrie de televisió The Martian Chronicles, així com al telefilm Young Catherine, que reunia igualment Julia Ormond i Vanessa Redgrave.

## Filmografia
Filmografia:
- 1949: Private Angelo (codirigida amb Peter Ustinov)
- 1950: Waterfront
- 1951: Hell Is Sold Out
- 1951: Night Was Our Friend
- 1953: Will Any Gentleman… ?
- 1953: The House of the Arrow
- 1955: The Dam Busters
- 1956: 1984
- 1956: La volta al món en 80 dies (Around the World in Eighty Days)
- 1957: Yangtse Incident: The Story of H.M.S. Amethyst
- 1958: Chase a Crooked Shadow
- 1959: Shake Hands with the Devil
- 1959: Misteri en el vaixell perdut (The Wreck of the Mary Deare)
- 1960: All the Fine Young Cannibals
- 1961: The Nacked Edge
- 1963: Vol des d'Ashiya (Flight from Ashiya)
- 1964: Salvatge i encantador (Wild and Wonderful)
- 1965: Operació Crossbow (Operation Crossbow)
- 1966: Conspiració a Berlin (The Quiller Memorandum)
- 1968: Les sandàlies del pescador (The Shoes of the Fisherman)
- 1972: Pope Joan
- 1975: L'home de bronze (Doc Savage: The Man of Bronze)
- 1975: Conduct Unbecoming
- 1976: La fuga de Logan (Logan's Run)
- 1977: Orca, la balena assassina (Orca)
- 1979: Dominique
- 1980: The Martian Chronicles (mini-sèrie de televisió)
- 1982: Murder by Phone
- 1984: Second Time Lucky
- 1986: Sword of Gideon (televisió)
- 1986: Separate Vacations
- 1989: La Bottega dell' orefice
- 1989: Mil·lenni (Millennium)
- 1991: Young Catherine (televisió)
- 1992: Scales of Justice (televisió)
- 1993: The Sea Wolf (televisió)
- 1994: Rugged Gold (televisió)
- 1996: Captains Courageous (televisió)
- 1997: 20.000 llegües sota el mar (20,000 Leagues Under the Sea) (televisió)
- 1998: Summer of the Monkeys
- 2000: The New Adventures of Pinocchio
- 2008: Tenderloin

### Actor
- 1942: Sang, suor i llàgrimes (In Which We Serve) - No surt als crèdits
- 1975: Lion Roars Again - Curt - No surt als crèdits

## Premis i nominacions

### Nominacions
- 1957. Palma d'Or per Yangtse Incident: The Story of H.M.S. Amethyst
- 1957. Oscar al millor director per La volta al món en 80 dies
- 1957. Globus d'Or al millor director per La volta al món en 80 dies